# Rudolf Strunz
Rudolf Strunz (* 24. Juni 1881 in Wien; † 12. Januar 1936 in Linz, Oberösterreich) war ein österreichischer Politiker (SPÖ).

## Leben
Rudolf Strunz wurde in Gaudenzdorf geboren, 1881 noch eine eigenständige Gemeinde, heute ein Teil des Wiener Gemeindebezirks Meidling. Nach dem Besuch der Volks- und Bürgerschule erlernte Strunz den Beruf des Drehers. 1914 wurde Strunz zum Sekretär des  Metall- und Bergarbeiterverbandes für die Bundesländer Oberösterreich, Salzburg, Tirol und Vorarlberg gewählt, eine Funktion, welche er bis 1933 bekleidete.
Von 1914 bis 1917 verrichtete Strunz als Sanitäter Dienst als Soldat im Ersten Weltkrieg.
Seine politische Karriere begann im November 1918, als er in den Gemeinderat von Linz gewählt wurde. Gleichzeitig zog er als sozialdemokratischer Abgeordneter in den Oberösterreichischen Landtag (Provisorische Landesversammlung) ein. Beiden Gremien gehörte Strunz bis 1920 an. Im Dezember 1920 wurde er als Abgeordneter zum Nationalrat vereidigt, dem er drei Gesetzgebungsperioden angehörte (I., II. und III. Gesetzgebungsperiode). Er schied erst nach zehn Jahren, im Oktober 1930, aus dem Parlament aus.
Nach zwei Monaten Unterbrechung folgte im Dezember 1930 Strunz' Wechsel in den Bundesrat (IV. Gesetzgebungsperiode), welchem er bis Februar 1934 angehörte.